# バトルギア

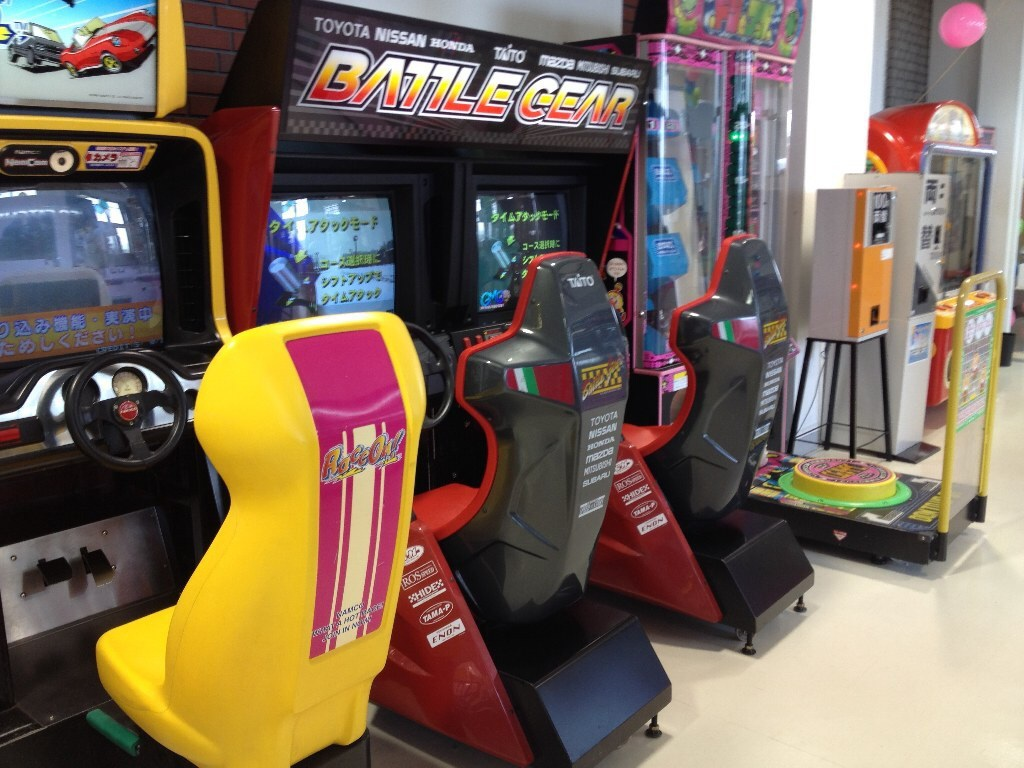
バトルギア筐体

『バトルギア』（BATTLE GEAR）は1999年からタイトーが製作したアーケードレースゲームのシリーズである。通称『バトギ』『BG』。
同社のレースゲームサイドバイサイドシリーズの流れを受け継いでおり、1999年3月12日に第1作目が発売された。
この項では「バトルギア」の前身である「サイドバイサイド」シリーズについても述べる。

## コース紹介
各コースには前身である「サイドバイサイド」シリーズと同様に別名が付与されている。この要素は「バトルギア」シリーズでは今作のみ。
初級 "Lakefront In Spring"
春の花見シーズンの湖周辺を周回する高速コーナー主体のコース。モデルは芦ノ湖周辺で、全体的な雰囲気は「サイドバイサイド2」の初級に似ている。
スタート直後は昼だが、2周目後半から日が暮れて夕方となる他、トンネルの通過時には車両のライトが自動点灯する演出がある。
デフォルトBGMは「Axel Mind」。
中級 "Skyline In Summer"
早朝の夏の峠を舞台とした、中速コーナー主体の周回コース。モデルは箱根スカイライン及び芦ノ湖スカイラインで、背景には富士山が見え、コース中に命之泉神社や三国峠駐車場が再現されている。
丁度1周を走りきる頃に霧が晴れ、スタート地点の駐機されているヘリコプターが飛び立ちプレイヤーの頭上を通る演出があるが、「2」では後者の演出は削除されている。
デフォルトBGMは「Battle Gear」。
上級 "Valley In Autumn"
満月の夜の秋の渓谷を舞台とした、低速ヘアピンやダート区間もあるテクニカル周回コース。
スタート直後は暗く見通しが非常に悪いが、1周目の終わり頃から満月を覆っていた雲が徐々に晴れていき、見通しが良くなっていく。
デフォルトBGMは「Crying On the End of Heaven」（ゲーム中では「ED of Heaven」表記）。
超上級 "Snow field In Winter"
冬季雪面の周回コース。「サイドバイサイド」の超上級と比較すれば難易度は低いが、思った通りに操作をすることが困難。
スタート直後は雲っているが、1周目の終わり頃から徐々に晴れ、夕焼けの様な景色になっていく。
デフォルトBGMは「Into the Gap」。

### 隠しコース
以下3つのコースは車決定時にビューチェンジボタンを押しながら決定すると選択できる。バトルギア2にも登場するが、上記の通常コースとは異なりデフォルトで選択可能となっている。
超初級 "Test Course"
オーバル周回コース。モデルは谷田部高速周回路。コースの道幅が広く、ライン取りの自由度が高い。
デフォルトBGMは「Axel Mind」。
弩級 "Special Stage"
「サイドバイサイド2」から続く上級者向けコース。山頂から温泉街を結ぶ。モデルは榛名山。
今作の時点ではコースのディティールが全体的に簡素である。
デフォルトBGMは「Crying On the End of Heaven」。
超弩級 "Twist & tight"
今作で最も難易度の高いコース。道幅が細く、先の見えないブラインドコーナーが非常に多い。コースの箇所によっては霧が発生する。
制限時間も全コース中で最も余裕が無く、車によっては壁への接触といったミスを最小限にして走らないと完走すら難しい。
更に敵車のレベルも最も高く、インベタコーナリングで敵車をブロックする妨害戦法も必要であり、相当な実力が無いと優勝は難しい。
スタート時は深夜で見通しが悪く、レース後半になると夜が明けて朝になっていくが、「2」ではこの演出は削除されている。
モデルは箱根外輪山にある長尾峠で、実際のレイアウトとは少々異なる部分が有る。
デフォルトBGMは「The Night Diver」。

## クラス別車種一覧
登場車種は国産スポーツモデルで構成されており、ほぼ全ての車種でマフラーやホイールの交換、ローダウン、エアロパーツ（いずれもメーカー系チューニング会社）の装着といった外見上のチューニングが施されている。
カラー変更でホイールの色や幌の色、エアロパーツが変化することもある。
車名後の括弧内の型式表記は、ゲーム中のランキング画面での表示に準ずる。そのため一部車種の型式表記が実際と異なるものもある。

### Aクラス
260馬力以上の車が対象。
- NSX Type-S zero（NA2）
- RX-7 Type RZ（FD3S）
- ランサー GSR エボリューション V（CP9A）
- ランサー GSR エボリューション IV（CN9A）
- ランサー GSR エボリューション III（CE9A）
- スカイラインGT-R（BNR32）
- インプレッサ 22B STi version（GC8改）
- インプレッサWRX type RA STi version V（GC8）
- インプレッサWRX type R STi version V（GC8R）
- スープラ RZ（JZA80）

### Bクラス
200-255馬力の車が対象。
- インテグラ Type-R（DC2）
- サバンナRX-7∞（FC3S）
- シルビア K's（S14）[6]
- 180SX TYPE-X（RPS13）
- セリカ GT-FOUR（ST205）

### Cクラス
200馬力以下の車が対象。
- シビック Type-R（EK9）
- ロードスター A-Spec（NB8C）
- ロードスター（NB6C)
- カローラレビン BZ-R（AE111）
- カローラレビン GTV（AE86L）
- スプリンタートレノ GT-APEX（AE86T）

### 隠し車種
車メーカー選択時にトヨタに合わせてビューチェンジを押しながらトヨタを選択すると通常車種に変わって選択できる。
トレノメカチューン及びレビンターボチューンはAクラス、AE85はCクラスとなっている。
スプリンタートレノ MECHA TUNE（AE86改T）
NAチューン仕様。超高回転型のレース用エンジンに換装されており、低回転域のトルクが細くアンダーパワー気味だが機動性は抜群。
車内では追加装備のタコメーターや、ドリンクホルダーの紙コップが印象的。カーボンボンネットの有無が選択可能だが、車重は変化しない。
カラー変更可（PS2版「2」ではボディは白/黒固定で、カーボンボンネットの有無の選択のみ可能）。
カローラレビン TURBO TUNE（AE86改L）
ボルトオンターボ仕様。大型タービンの装着で加速力が大幅強化されたが、低回転域のトルクが細くターボラグが大きいためコーナーでは左足ブレーキを駆使しないと失速し易く扱い辛い。
乗りこなせれば中・高速コースやテクニカルコースにて無類の機動性を発揮させることができる。カラー変更可。
スプリンタートレノ SR（AE85T）
本作中最も非力なマシンであり、上りが多いコースや高速コースには全く向いていない。
ステッカーが多く貼られている外見は目立つが、他のマシンとは違いローダウンは施されていない。カラー変更可。
カローラレビン SR（AE85L）
AE85トレノと同様。

## 選択可能なモード

### ノーマルレース
コンピューターカーと対戦できるモード。超弩級で1位になると、ゲームオーバー後のリプレイでエンディング（スタッフロール）が流れる。ただし、相当な実力を要す。

### タイムアタック
本作の中で一新された醍醐味となる。このモードで最速ラップを出すと、次回からそのプレイヤーの走りをトレースしたゴーストカーが出現するようになっている。コースは初級から超上級までの4種類が用意されている。
筐体内に保存されたゴーストとタイムを競い合うモード。HDD内にコース毎に保存してあり、のべ対戦者数、ネーム、ラップタイムが保存されている。ゴーストに勝てば、その時のデータが記録される。
今作の時点ではスタート時に表示されるゴーストの情報は、ネームと連勝数が英語で表示されていた。「2」では日本語表記となり、新たに更新日時やラップタイムも表示される様に改善されている。

### 通信対戦
最大4人まで対戦可能なマルチプレイ専用モード。ノーマルレース時に掛かる後続車のブーストが掛からないため、実力とテクニックが要求される。

## 作品紹介
- 1996年 - 「サイドバイサイド」（アーケード）
  - サイドバイサイドシリーズ1作目。使用基板は『電車でGO!』と同じJCシステム。この頃は収録車種計8車種と非常に少なく、参入メーカーもトヨタ自動車、日産自動車、ホンダ、マツダの4社だけであった一方で、メーター類や挙動は忠実に再現されている。
  - 収録コースは日本の公道をモデルにした周回コース4つ（+隠し1つ）で、それぞれ四季がテーマになっている。
- 1997年 - 「サイドバイサイド2 エボルツィオーネ」（アーケード）
  - シリーズ2作目。新に三菱自動車、スバルの車を収録。
  - 隠しコースとして榛名山を再現したシリーズ初の1本道コースの登場、CPUカーを排除しタイムアタックに特化した“真剣勝負”モードと、単なるレースゲームではない、後のバトルギアに繋がる作品になっている。
  - 後に、ATのシフトポイント変更等のバランス調整や、コマンド入力による逆走とゲームオーバー後に任意に視点変更できるリプレイ機能の追加が行われたバージョンアップ版「RR」が発売された。
  - 前作サイドバイサイド筐体からのコンバージョンキットが存在した。同様に「RR」も「無印2」からの基板コンバージョンとしてもリリースされた。
- 1997年12月4日 - 「サイドバイサイドスペシャル」（PlayStation） 
  - 上記2作品をセットで移植した家庭用ソフト。家庭用オリジナルコースとして、赤城山を再現した1本道のコース等が新たに収録された。
  - 一部の開発スタッフが共通している『電車でGO!』のPlayStation版に本作の体験版が収録されている。のちに廉価版の「サイドバイサイドスペシャル2000」も発売された。
- 1999年3月12日[3] - 「バトルギア」（アーケード）
  - 「サイドバイサイド」シリーズの流れを受け継いだ「バトルギア」シリーズ第1作であり、PowerPC採用基板「Type-Zero」第1弾でもある。
  - 国内6メーカー21台の車を収録。この作品から車の馬力によるクラス分けが生まれた。
  - タイムアタックモードでは、その筐体に記録されたコース・クラス別最速の車のゴーストと競う事が出来、そのゴーストに勝利すると、その時のプレイヤーの走行データが新しいゴーストとして記録される。
  - 筐体は新設計のものを採用。赤と黒を基調にしたカラーリングが施され、ハンドルは大経化し、シートは位置調整が可能なバケットシートタイプとなった。
  - サイドバイサイド筐体からのコンバージョンキットも存在したが、筐体のカラーリングが白とピンクとなっている、スタート及びハザードボタンが無い等の違いがある。
- 2000年8月 - 「バトルギア2」（アーケード）
- 2001年3月22日 - 「バトルギア2」（PlayStation 2）
- 2002年 - 「バトルギア2V」（アーケード）
  - 平成仮面ライダーシリーズ第1作の仮面ライダークウガのOP主題歌でおなじみの田中昌之（元クリスタルキング）が歌い上げるテーマソングが印象的な第2作目。
  - タイムアタックモードは、益々競技性に特化。ゴーストデータがいつ更新され、何度勝利したか、周回ラップの表示等データが細分化された。
  - この作品では、シリーズ初のフォースバック機能付の筐体（「AFSS」と表記されたステッカーが貼られている）や、省スペース化のために製造された1シート筐体版や、同社のドライブゲーム「スタントタイフーン」用の筐体を使用し、またPS2版に収録された追加コースも加わった「バトルギア2V」が発売されたが、どちらも出回った台数は少なく、特に後者は日本国外販売市場がメインだった上、最初の発売から1年以上経過してからの販売だった。
  - PlayStation 2版の移植はアーケード版のスタッフが担当。PS2のハードパワーを活かした描写距離の延長やロード時間短縮、一部車両のディティールアップ[8]やPS2用モデムを使用したインターネットランキングやゴーストデータのダウンロードと、移植に当たって大幅な改良が行われた。
- 2002年11月 - 「バトルギア3」（アーケード）
- 2003年12月25日 - 「バトルギア3」（PlayStation 2）
- 2003年12月 - 「バトルギア3 Tuned」（アーケード）
  - 第3作目。本作のみ開発（車のモデリングのみ）に外部会社のネクステック（後のネクスエンタテインメント）が参加し、使用基板もナムコ（現バンダイナムコエンターテインメント）が開発したPlayStation 2互換のSYSTEM246となった。
  - 本作からネットワーク機能「NESYS」を導入し、データの保存やインターネットランキングに参加できる、自動車のキーを模した「ネットエントリーキー」に対応した。
  - 筐体は新設計されたツイン筐体のみで、黄と黒を基調にしたカラーリングに、スピーカーを廃し小型軽量化されたシートやサイドブレーキ、そしてネットエントリーキー販売機を備えていた。
  - PS2版の移植もネクステックが担当し、同時期の稼動となったアーケード版「Tuned」の一部の要素が収録されていた。
  - 初回プレスにはオリジナルカラーのR34 GT-Rのトミカとアーケード版で使用できた青色のネットエントリーキーが同梱されていた。
  - 2005年12月26日午前6時にオンラインサービスが終了した。
- 2005年 - 「バトルギア4」（アーケード）
- 2006年 - 「バトルギア4 Tuned」（アーケード）
  - 第4作目。使用基板は自社製のTaito Type X+となった。
  - NESYSやネットエントリーキーの対応はそのままに、マシンの挙動面やサウンド、グラフィックをより一層リアル感を持たせて登場した。
  - 「無印」のマシンの挙動面はシリーズ中最もリアル故に歴代作で扱いが難しいといった酷評も相次いでいた模様。
  - 「Tuned」はバトルギアシリーズの最終作で最終進化形態であり、稼動当時のカタログでもそれを強調して発表していた。またシリーズ中最もリアルな挙動をベースにマシンの挙動面が新しくなった。
  - 筐体は「無印」では「3」の筐体をベースに、赤と黒を基調にしたカラーリングへの変更、1シート化、5.1chサラウンドスピーカーを装着したロールバーの装備が行われたスタンダード筐体のみが稼動し、「Tuned」では32インチワイド液晶に大型スピーカーを装備し、シリーズ唯一のクラッチペダルと6速Hパターンシフトレバーを採用したプロフェッショナル筐体が追加された。
  - 2014年3月31日朝6時以降は5年間に及び唯一のNESYS専用カード対応タイトルだった。2019年3月31日23時59分にオンラインサービスが終了した。
- 2001年5月7日 - 「バトルギア」（iアプリ）[9]
  - 株式会社マトリックスとの共同開発によるiアプリ版で月額300円。
  - バトルギアと銘打ってはいるが、2Dグラフィックのトップビューによる事実上の別物。ただし、車のチューニングおよびサーバーに登録されたゴーストデータとの対戦が可能な点は踏襲されている。
- 2004年4月28日 - 「バトルギア」（Vアプリ）[10]
  - ボーダフォン用のVアプリ版で、1ダウンロード420円で配信。iアプリ版と異なり3Dグラフィックのリアビューであり、1人称と3人称視点が切り替え可能。
  - 使用可能な車種は「スプリンタートレノ GT-APEX（AE86）」と「RX-7 Type RZ（FD3S）」のみだが、ダウンロード販売により追加可能で、コース数も同じくダウンロード販売にて増やせた。
  - モードは練習走行用の「フリーランモード」、CPUと対戦する「VSモード」、ゴーストカーとタイムを競う「タイムアタックモード」の3つが選べた。
- 2009年 - 「トップスピード」（アーケード）
  - 当時最新基板であったTaito Type X2を使用し、チャット機能を備えた10人以上のリアルタイムネット対戦が可能な実車レースゲームとして2009年度中の稼動が予定され[11]、ロケテストも行われたがそれを最後に動きは無く、後に稼働は中止となり、公式サイトも閉鎖された。
  - あれから9年後、SEGAのSEGA World Drivers Championshipで、事実上の業界初の最大10人、最大10店舗でのリアルタイムネット対戦が初めて実装された。